# Мартиновицька волость
Мартиновицька волость — адміністративно-територіальна одиниця Радомисльського повіту (з 1919 року - Чорнобильського повіту) Київської губернії з центром у селі Мартиновичі.
Станом на 1900 рік складалася з 37 поселень: 25 сіл, 1 хутора, 1 слободи та 10 урочищ. Населення — 13615 осіб (6691 чоловічої статі та 6924 — жіночої).
|                     | Площа, десятин | У тому числі орної, дес. |
| ------------------- | -------------- | ------------------------ |
| Сільських громад    | 37302          |                          |
| Приватної власності | 26130          |                          |
| Казенної власності  | —              | —                        |
| Іншої власності     | 477            |                          |
| Загалом             | 65027          | 28318                    |

Поселення волості:
- Мартиновичі — казенне село на р. Уж за 110 верст від повітового міста, 1265 осіб, 143 двори, православна церква, поштова земська станція, 1-класна міністерська школа, приймальний покій.
- Варовичі — казенне село за 115 верст від повітового міста, 986 осіб, 94 двори, православна церква, церковно-парафіяльна школа, кузня.
- Кабани — казенне село за 113 верст від повітового міста, 915 осіб, 97 дворів, 2 кузні, 3 вітряки.
- Іллінці — власницьке село за 130 верст від повітового міста, 1419 осіб, 130 дворів, школа грамоти, кузня, вітряк.
- Ковшилівка — село за 115 верст від повітового міста, 225 осіб, 37 дворів.
- Луб'янка — казенне село за 118 верст від повітового міста, 814 осіб, 72 двори, православна церква, школа грамоти, кузня.
- Максимовичі — казенне село за 102 версти від повітового міста, 1256 осіб, 117 дворів, православна церква, каплиця, школа для глухонімих, 1-класна міністерська народна школа, 2 вітряки, паровий млин, 2 цегельні, 3 кузні.
- Радинка — казенне село за 112 верст від повітового міста, 772 особи, 66 дворів, кузня, школа грамоти, 2 вітряки.
- Стечанка — казенне село за 135 верст від повітового міста, 669 осіб, 61 двір, православна церква, церковно-парафіяльна школа, 7 вітряків.